# Anges de choc
Anges de choc (Wilde Engel) est une série télévisée allemande en 12 épisodes de 42 minutes créée par Hermann Joha et diffusée entre le 28 février 2002 et le 19 mai 2005 sur RTL.
Il s'agit d'une adaptation de la série télévisée américaine Drôles de dames de Ivan Goff et Ben Roberts.
En France, la série est diffusée depuis l'été 2003 sur M6 et depuis le 23 juin 2006 sur Série Club et rediffusée sur Téva et sur W9.

## Synopsis
Cette série, adaptation allemande de Drôles de dames, met en scène trois jeunes femmes issues de milieux très différents réunies dans la lutte contre le crime.

## Distribution

### Saison 1
- Birgit Stauber : Christina « Chris » Rabe alias Corbeau
- Susann Uplegger (de) : Franziska Borgardt
- Eva Habermann : Lena Heitmann
- Filip Peeters : Martin Grossmann
- Michael Hanemann : Wilhelm Heitmann

### Saison 2
- Vanessa Petruo : Rebecca
- Tanja Wenzel : Ida
- Zora Holt : Aiko
- Udo Kier : Richard Voss

## Épisodes

### Pilote
1. Sans issue (Wilde Engel)

### Première saison (2002)
1. L'Appât (Der Kronzeuge)
2. Rien ne va plus... (Nichts geht mehr)
3. Une pour toutes, toutes pour une (Bankrott)
4. Usurpation d'identité (Die Spezialistin)
5. La Taupe (Der Maulwurf)
6. L'Arme absolue (Die Waffe)
7. Quatre heures pour survivre (Vier Stunden bis zum Tod)
8. Code six (Grossmanns Koffer)

### Deuxième saison (2005)
1. La Beauté du diable (Wer schön sein will, muss sterben)
2. À couteaux tirés (Catwalk)
3. À vos marques, prêts... mourez ! (Auf die Plätze, fertig... tot)
4. Le hasard fait parfois bien les choses (Drei Engel für ein Halleluja)

## Commentaires
Cette série est la quatrième de la société de production allemande Action Concept après Le Clown, Alerte Cobra et Motocops. Comme ses prédécesseurs, elle combine de l'action (avec de spectaculaires cascades) et de l'humour.
RTL, producteur d'Anges de Choc, demande à la société de production Action Concept de modifier le casting pour rendre la cible plus jeune pour la saison 2. C'est ainsi que les Anges de choc sont remplacés par 3 autres jeunes filles... Mais l'audience en Allemagne ne sera pas au rendez-vous.